# Dum Romae consulitur, Saguntum expugnatur
La locució llatina Dum Romae consulitur, Saguntum expugnatur, traduïda literalment, significa mentre Roma discuteix, Sagunt és expugnada.
La cita exacta seria Dum ea Romani Parant consultantque, iam Saguntum summa vi oppugnabatur. Aquesta frase no la pronuncien els ambaixadors de Sagunt per demanar l'ajuda de Roma en l'esforç per repel·lir el setge que l'any 219 aC el general cartaginès Hanníbal Barca havia imposat a la ciutat, sinó que és l'amarg comentari de Livi sobre la situació (cfr. Livi, XXI, 7, 1). Roma va postergar, de manera que després de vuit mesos de lluita la ciutat es va rendir i Hanníbal la va arrasar. Aquest atac va ser el casus belli de la Segona Guerra Púnica.
Sovint només s'esmenta la primera part de la frase (Dum Romae consulitur...), en referència als que perden molt de temps a consultes contínues sense decidir-se, en un context que requeriria decisions ràpides.